# 125th Street (Manhattan)

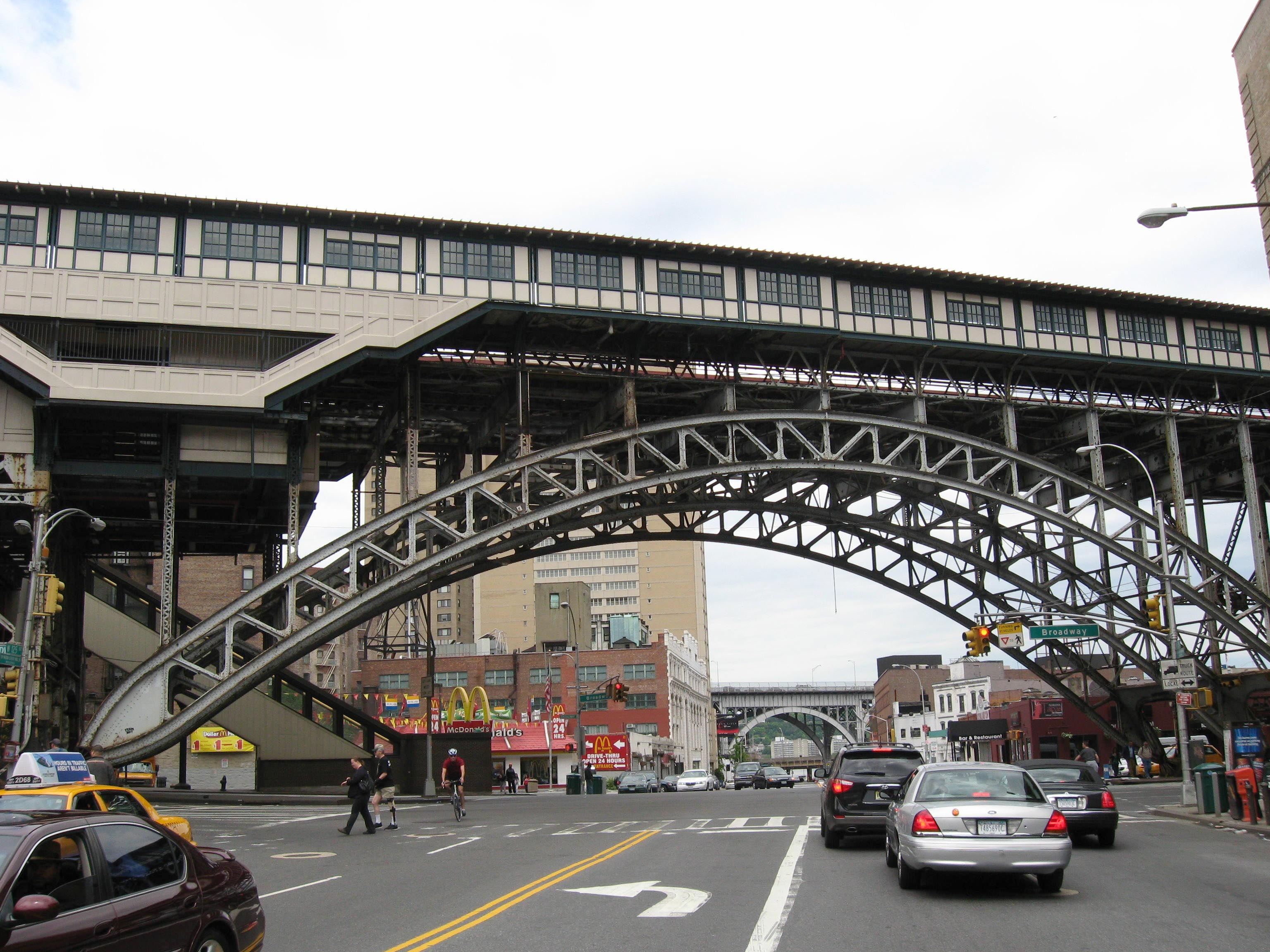
Die West 125th Street Richtung Hudson River vom Broadway aus gesehen. Die IRT Broadway – Seventh Avenue Line verläuft hier als Hochbahn

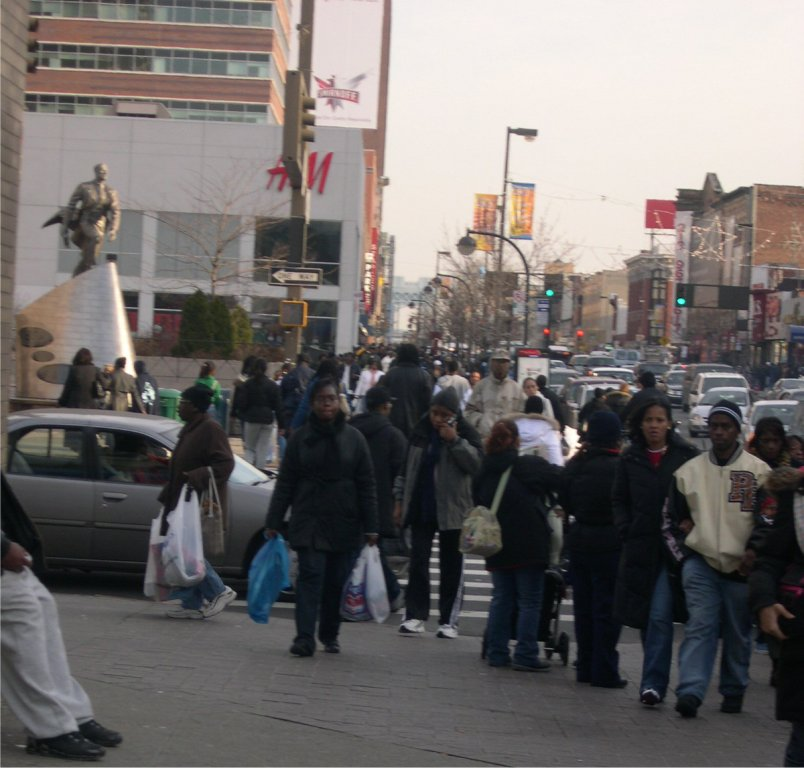
Die 125th Street zur Weihnachtszeit

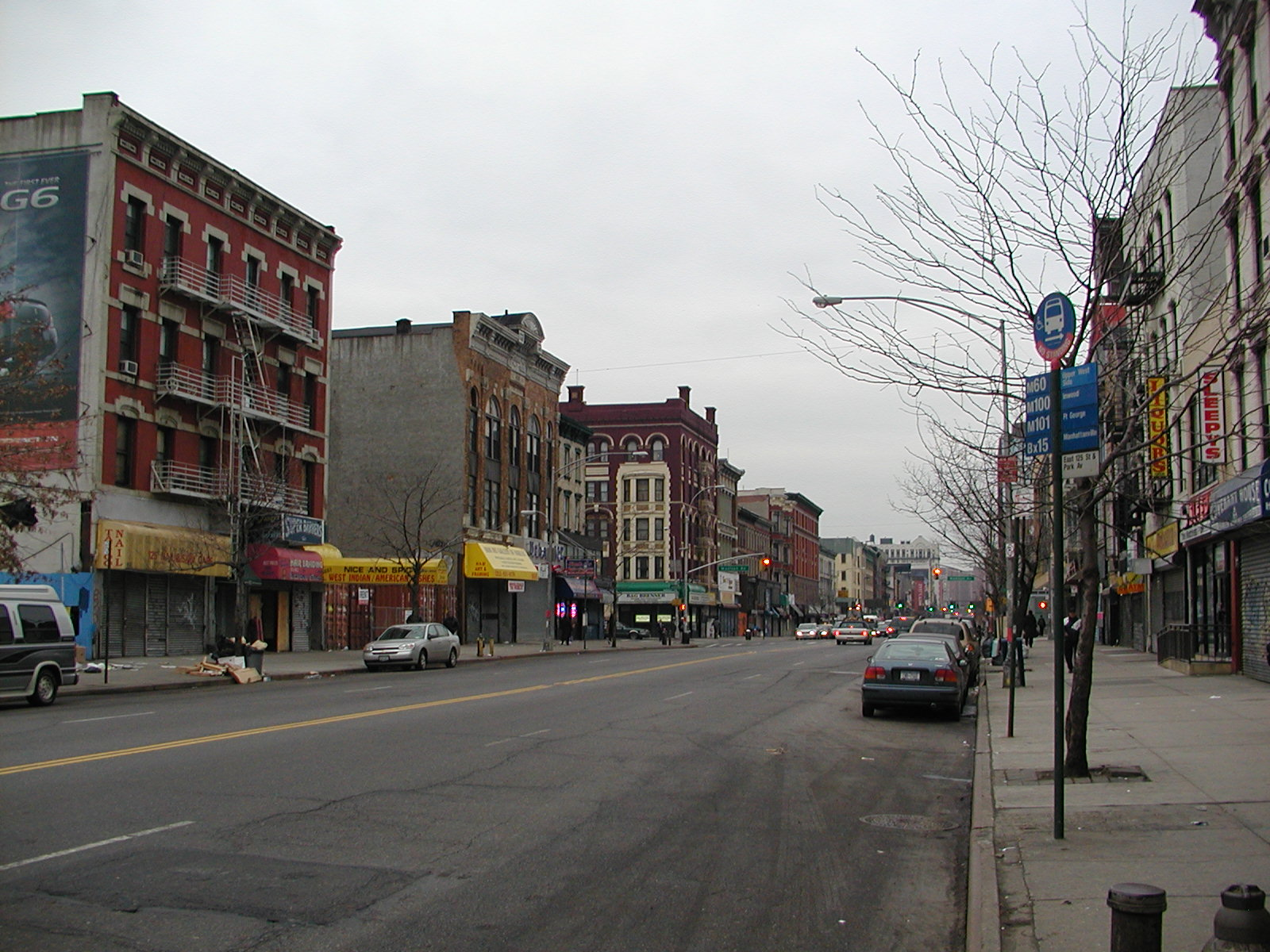
Die 125th Street zwischen der Park Avenue und der Madison Avenue

Die 125th Street durchquert New York Citys Stadtbezirk Manhattan. Sie gilt als Hauptstraße Harlems und wird auch Martin Luther King Jr Boulevard genannt.

## Lage und Verlauf
Östlich der Morningside Avenue verläuft die 125th Street gerade von West nach Ost durch Harlem, bis sie zum Zubringer des F.D.R. Drive am East River und der Robert F. Kennedy Memorial Bridge wird.
Westlich der Morningside Avenue wurde die 125th auf der alten Manhattan Avenue weitergeführt. Dabei verläuft sie in nordwestlicher Richtung diagonal durch die Viertel Manhattanville und Morningside Heights, bis sie nach der Kreuzung mit der 130th Street zum Zubringer des Henry Hudson Parkway am Hudson River wird. Diese Umwidmung der Manhattan Avenue in die 125th Street erfolgte, nachdem die alte 125th Street westlich der Morningside Avenue großen Wohnblocks für Menschen mit geringem Einkommen weichen musste. Was noch von der alten 125th Street in diesem Bereich übrig ist, heißt heute La Salle Street, die sich von der Amsterdam Avenue zur Claremont Avenue erstreckt.
Viele Abschnitte der Straße wurden seit den späten 1990er Jahren gentrifiziert und mit Läden wie MAC Cosmetics, Old Navy, H&M, CVS/pharmacy oder dem Magic Johnson Theaters (Kino) aufgewertet. Hier befindet sich auch das berühmte Apollo Theater. In Zusammenarbeit mit der Nachbarschaft und der Stadt wurde ein Entwicklungsplan für den 125th-Street-Korridor aufgestellt. Ziel ist es, dessen Stärken als Raum für Kunst und Kultur weiter auszubauen.
Der Vorschlag, die 125th Street in eine Art Trans-Harlem-Stadtautobahn (Trans-Harlem-Expressway) umzufunktionieren erledigte sich, als die Finanzmittel für die beabsichtigte 125th Street Hudson River Bridge gestrichen wurden.

## Geologie
Ein Grabenbruch in der Erdkruste verläuft unter der Straße und wird als der 125th Street Fault (englisch fault ‚Verwerfung‘) bezeichnet. Diese Verwerfung erschuf ein Tal, tief genug, dass die IRT Broadway – Seventh Avenue Line zwischen der 122nd Street und 135th Street eine Trestle-Brücke benötigt. Im 18. Jahrhundert wurde die Straße hier The Hollow Way (Der Hohlweg) genannt.

## Nahverkehr
Folgende Haltestellen der New Yorker U-Bahn befinden sich entlang der 125th Street (von West nach Ost):
- 125th Street (IRT Broadway – Seventh Avenue Line) am Broadway
- 125th Street (IND Eighth Avenue Line) an der St. Nicholas Avenue
- 125th Street (IRT Lenox Avenue Line) an der Lenox Avenue
- 125th Street (IRT Lexington Avenue Line) an der Lexington Avenue

Die Metro-North Railroad hat die Haltestelle Harlem – 125th Street an der Park Avenue.

## Bekannte Bewohner

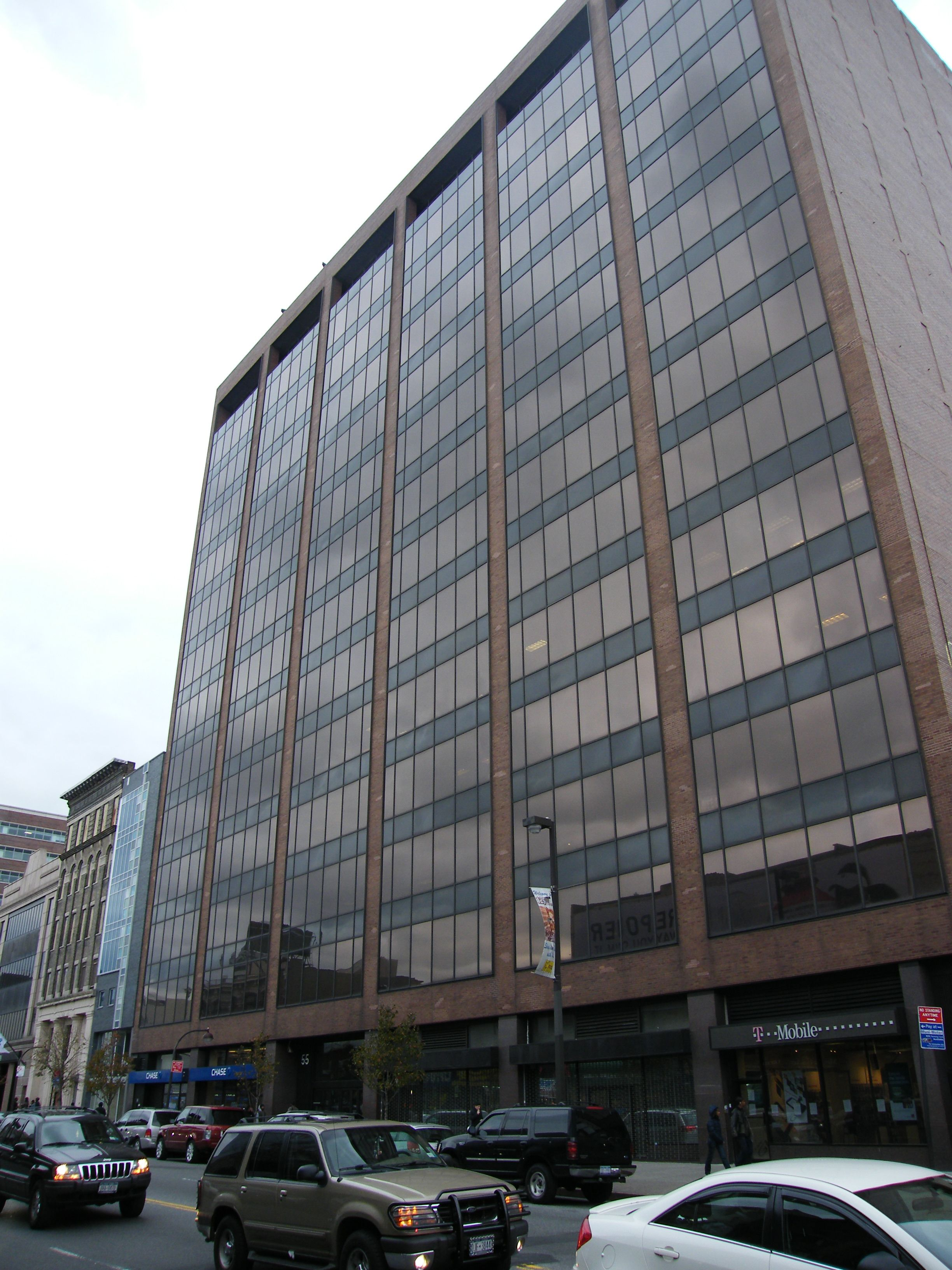
Im Gebäude 55 West 125th befindet sich das Büro Bill Clintons.

Der frühere US-Präsident Bill Clinton unterhält ein Büro an der 125th Street.

## Popkultur
Im Lied I’m Waiting for the Man auf dem wegweisenden Debütalbum The Velvet Underground & Nico der Band Velvet Underground singt Lou Reed über das Warten auf einen Heroin-Drogendealer in der Nähe der Kreuzung der 125th Street und Lexington Avenue.